# 앤 콜터
앤 콜터(Ann Coulter, 1961년 12월 8일 ~ )는 미국의 저술가, 칼럼니스트, 정치 평론가 변호사이다. 보수주의 성향 논객으로서 텔레비전, 라디오 등 방송 활동을 적극적으로 하고 있다.